# Espen Bjervig
Espen Bjervig (né le 30 juin 1972) est un ancien fondeur norvégien.

## Championnats du monde
- Championnats du monde de ski nordique 1999 à Ramsau  Autriche:
  -  Médaille d'argent en relais 4 × 10 km.

## Coupe du monde
- Meilleur classement final: 7e en 1999.
- 1 victoire.